# André Rufiange
André Rufiange (19 janvier 1930 - 22 juillet 1988) est un journaliste et scripteur québécois.
Répondant à l'appel de son ami Pierre Péladeau, Rufiange a été un pionnier des premières heures du Journal de Montréal. Il accepte de signer une chronique d'humeurs qui paraîtra sept jours par semaine, de juin 1964 à 1988. 
Il avait commencé sa carrière comme reporter sportif à Trois-Rivières. Il a ensuite travaillé pour plusieurs stations radiophoniques de Montréal, dont CKLM, CKVL et CJMS, puis devient scripteur à l'émission  Les Joyeux Troubadours  de la radio de la première Chaîne de Radio-Canada, un travail qui l'occupera pendant une vingtaine d'années. Il a également collaboré aux émissions Les Couche-tard et Appelez-moi Lise à la télévision de Radio-Canada.
En 1978, il a publié aux Éditions Quebecor un recueil de chroniques, "André Rufiange à son meilleur ". En 1981, il a suivi avec "Un voyou parmi les stars", toujours aux Éditions Quebecor.
Il meurt en 1988 des suites d'une crise cardiaque. Il avait 58 ans.